# Chingon
I Chingon sono una rock band messicana con sede ad Austin, Texas. La loro musica è stata influenzata dal rock and roll texano.

## Storia
I Chingon si sono formati nel 2003 ad opera del regista Robert Rodriguez (attuale chitarrista del gruppo) per registrare canzoni per il suo film C'era una volta in Messico. In messicano Chingón significa "impressionante".
I Chingon sono anche nel film di Quentin Tarantino Kill Bill: Volume 2 con la canzone Malagueña salerosa, live nel DVD del film. In seguito la band collaborò nuovamente col regista statunitense per Grindhouse creando una cover del tema d'apertura del film.

## Membri del gruppo
- Robert Rodriguez - chitarra
- Alex Ruiz - voce
- Mark del Castillo - chitarra, voce
- Albert Bestiro - chitarra, voce
- Carmelo Torres - percussioni
- Mike Zeoli - batteria

## Discografia

### Album
- 2004 - Mexican Spaghetti Western